# ختنه
خَتنه به بریدن همه یا بخشی از پیش‌پوست از آلت مردی یا آلت زن اشاره دارد. ختنه، عمل سرپایی کوچکی است که سابقه ۵ هزار ساله دارد. تاریخچه ختنه به مدت‌ها پیش و به مصر باستان برمی‌گردد. کـ
در گذشته انجام ختنه فقط جنبه بهداشتی داشت اما امروزه مسلمانان، یهودیان و برخی از مناطق دنیا از جمله بخشی از مسیحیان (خیلی کمتر نسبت به یهودیان و مسلمانان) پسران خود را ختنه می‌کنند.
برخی پژوهشگران بر پیامدهایی مانند کاهش حساسیت نرینگی به تحریکات جنسی و آثار سوء روانشناختی آن تأکید دارند. که البته گروه دیگری از مراجع علمی نظیر مرکز کنترل بیماری‌های آمریکا(CDC) وقوع هرگونه آثار سوء جنسی نظیر کاهش لذت یا زودانزالی به دنبال ختنه را رد می‌کنند.
انجام اشتباه ختنه ممکن است باعث کجی پنیس (آلت)، میکرو پنیس، پنیس دفن‌شده یا پنیس تاردار و حتی مرگ فرد ختنه شده شود.
بسیاری با این مسئله که در نوزادی بدون اجازه و رضایت فرد نابالغ پوست اندام خصوصی‌شان بریده شود ناراضی و معترض‌اند. در واقع برخی رویکردهای حقوقی با تأکید بر اصل آزادی‌های فردی از جمله حق انتخاب و تصمیم‌گیری فرد بر روی بدن خویش، این مسئله را بیان می‌کنند که ختنهٔ افراد در ایام کودکی به نوعی زیر سؤال بردن حقوق بدیهی انسان می‌باشد و می‌تواند تمامی تجارب انسان در ادامه زندگی او را تحت تأثیر قرار بدهد.
ختنه از سالیان دور در میان گروهی از سیاه‌پوستان آفریقا و بخشی از بومیان استرالیا و برخی دیگر (بدون وابستگی مذهبی) رایج بوده است؛ همچنان‌که در کتاب‌های مذهبی پیروان ادیان اسلام و یهود اشاره و سفارش‌های فراوانی به این کار شده است.
ختنه یک جراحی کوچک اما دقیق است که توسط پزشک در کلینیک ختنه انجام می‌شود. وجود ضعف تکنیکی می‌تواند باعث بر جای ماندن عوارض خطرناک زودرس و دیررس شود. عوارض زودرس شامل احتمال خونریزی، عفونت، احتباس ادراری، هماتوم، ایسکمی و نکروز گلانس و آمپوتاسیون نرینگی می‌باشد و پیامدهای دیررس شامل کوردی، ختنه ناکامل، تنگی مه آ، کم آمدن و زیاد آمدن پره پوس، چرخش نرینگی و گرانولوم محل ختنه و … می‌باشد. هر چند که در صورت مهارت پزشک احتمال بروز عوارض بسیار کم است.
به هنگام ختنه می‌توان لگام (frenulum) نرینگی راهم برید که به این کار لگام‌بُری (frenectomy) گفته می‌شود.

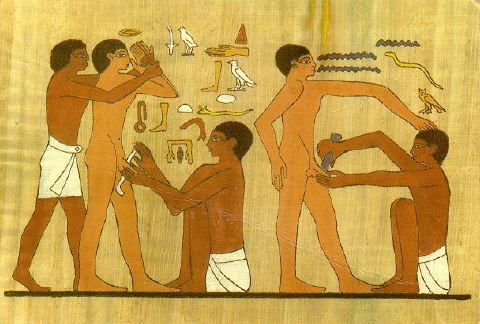

## ریشه واژه
ختنه واژه‌ای عربی و به معنای بریدن است.
به مردی یا زنی که آلت تناسلی او ختنه نشده باشد اصطلاحاً در عوام نامختون گفته می‌شود.

## تاریخچه و سنت‌ها

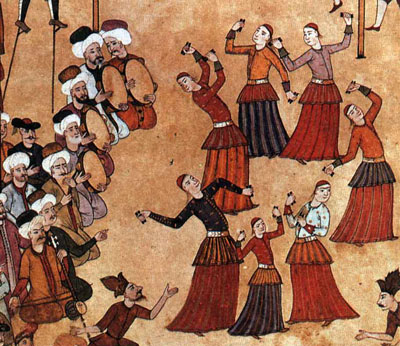
رقاصان در جشن ختنه پسر سلطان احمد سوم (۱۷۲۰ میلادی)؛ نقاشی مینیاتور از سورنامه وهبی، کاخ توپ‌قاپی، استانبول.

ختنه در مصر باستان مرسوم بوده است. بعدها به دستور ابراهیم همهٔ مردان بنی‌اسراییل ختنه شدند. ختنه در ادیان یهودیت و اسلام واجب شد و از اصول تعیین‌کننده در اهل دین یا قوم بودن گردید.
در ایران به صورت سنتی پسرها را در خردسالی ختنه می‌کنند و این کار توسط پزشک و ترجیحاً متخصص کودکان انجام می‌شود. اخیراً در شهرهای مختلف ایران مراکزی که به صورت تخصصی در زمینه ختنه فعالیت می‌کنند (کلینیک ختنه) ایجاد شده‌اند. ختنه سوران جشنی است که در برخی جاهای ایران برای کودک ختنه شده می‌گیرند.

## تکنیک‌ها
روش‌های مختلف ختنه کردن

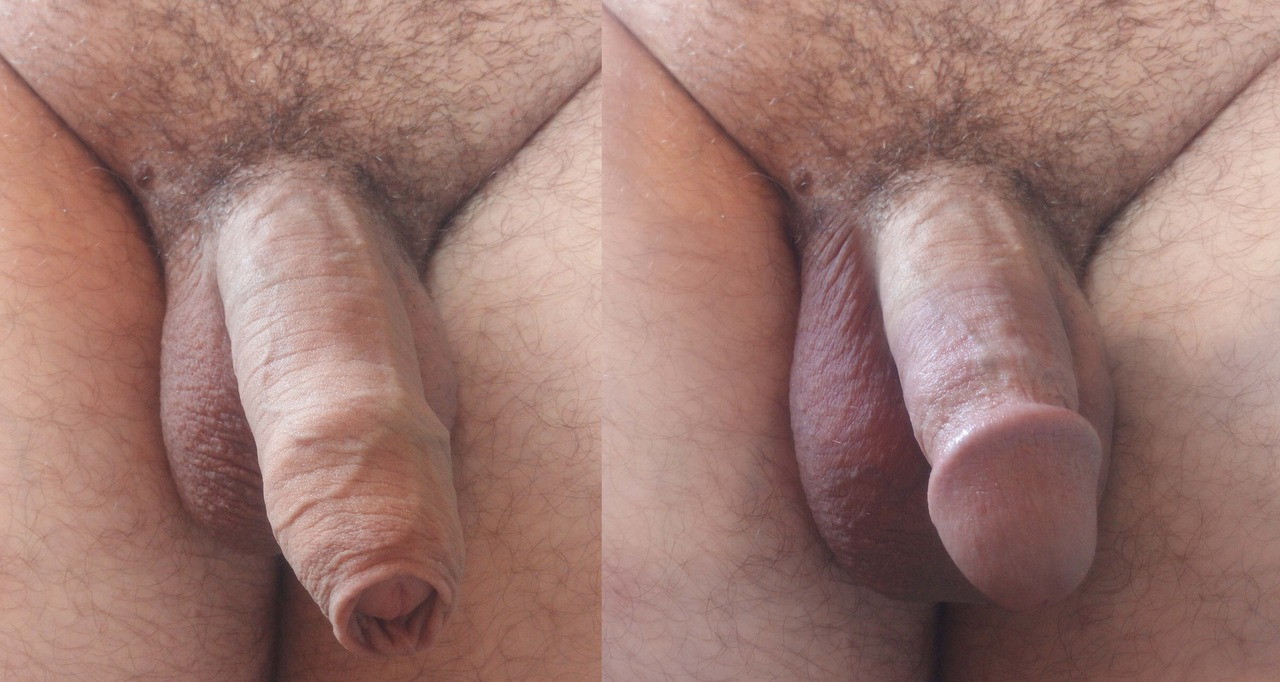
قبل (سمت چپ) و بعد (سمت راست) از انجام عمل ختنه در بزرگسالی (آلت‌تناسلی در حالت استراحت).

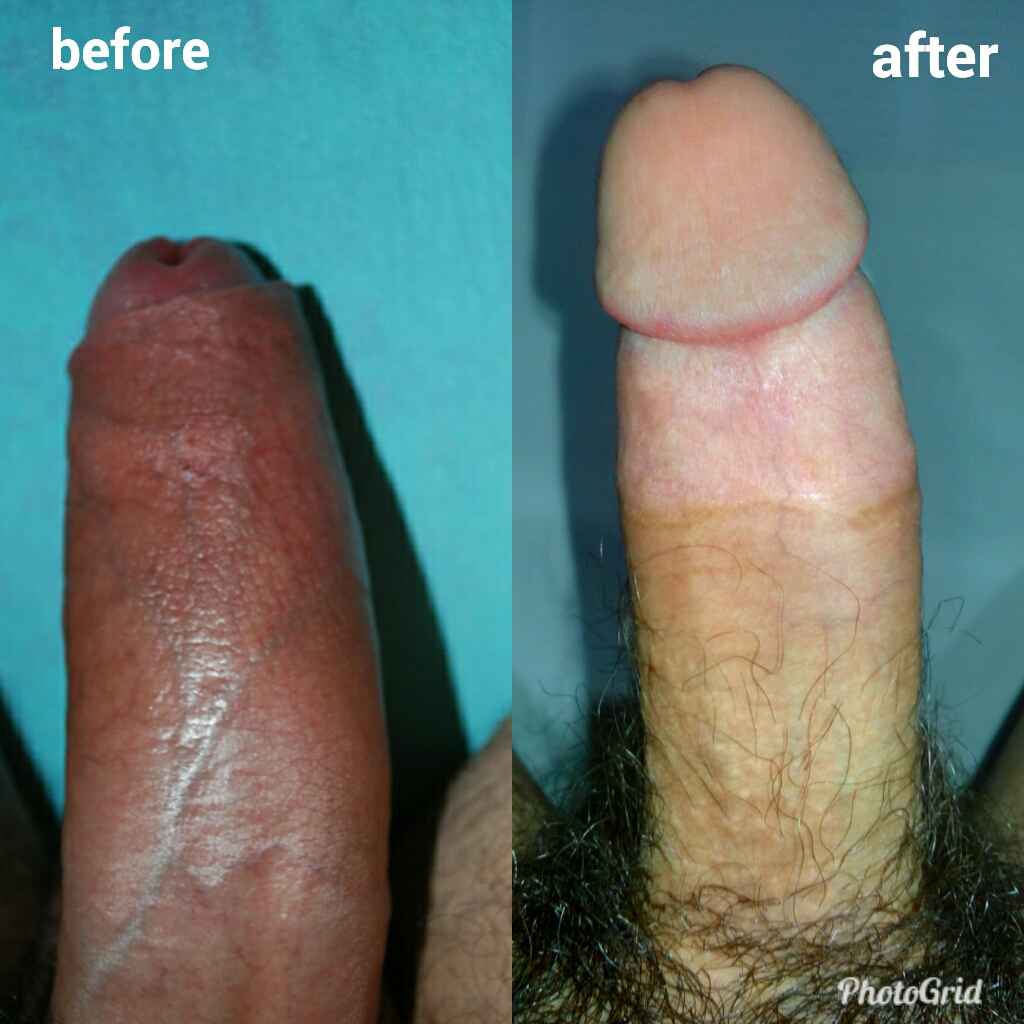
قبل (سمت چپ) وبعد (سمت راست) ختنه درحالت نعوظ.

- گذاشتن حلقه پلاستیکی(Ring or Plastibell)

این روش، روش متداول ختنه کردن است. بدین ترتیب که حلقه پلاستیکی را روی نوک آلت قرار می‌دهند و بر روی حلقه با نخ گره می‌زنند. هدف از این کار آن است که مانع از رسیدن خون به بخش بالایی آلت تناسلی شود. پس ۵ تا ۱۰ روز آن را به همین حال نگاه می‌دارند. در نتیجه پوست بالای نخ سیاه می‌شود و با حلقه پلاستیکی می‌افتد. معمولاً در این روش نیازی به پانسمان نمی‌باشد. این روش را معمولاً قبل از چهار ماهگی بکار می‌برند.
- ختنه کردن با روش جراحی (یا همان سنتی)

در صورتی‌که عمل ختنه در چند ماه اول صورت نگیرد، جراح بعد از شش ماهگی با روش بریدن و بخیه ختنه را انجام می‌دهد؛ یعنی روش سنتی یا جراحی شامل بریدن پوست است که بخیه نیز زده می‌شود. این روش در سنین بالاتر مرسوم هست و برای نوزادان روش اول یعنی روش حلقه ارجح هست.
بعد از انجام ختنه محل باید به دقت نظارت گردد. اگر از محل ختنه چند قطره خون خارج شود، مهم نیست؛ ولی اگر خون‌ریزی زیاد باشد باید هر چه زودتر به پزشک یا مرکز درمانی اطلاع داده شود تا از خون‌ریزی جلوگیری نماید. در صورت مشاهده ترشحات چرکی در محل بریدن ختنه، والدین باید محل را با آب و صابون بشویند و درمعرض هوا قرار دهندو به پزشک اطلاع دهند.
در تمامی روشهای ختنه بهتر است از بی‌حسی موضعی جهت کاهش درد استفاده شود.
لازم است ذکر شود که ختنه با لیزر همان روش سنتی یعنی مبتنی بر برش و بخیه می‌باشد با این تفاوت که برش پوست به جای چاقو با کاتر برقی انجام می‌شود وگرنه در اصل روش تفاوتی وجود ندارد ضمن اینکه احتمال عوارضی نظیر خونریزی در روش ختنه با لیزر بیشتر است.
روشهای دیگری مانند ختنه با کلامپ‌های Mogen و Gomco هم وجود دارند که امروزه دیگر چندان متداول نیستند (ختنه با کلامپ در ایران با نام «ختنه با کلیپس نقره ای» نیز شناخته می‌شود)

## فعالیت جنسی
تأثیرات جنسی ختنه موضوع مناقشه و بحث زیادی بوده است. انجمن پزشکی اطفال آمریکا، یک بررسی (خود گزارش‌دهی self-report) را خاطر نشان می‌کند که مردان بالغ ختنه شده، مشکلات جنسی (dysfunction) کمتری و جزئیات جنسی بیشتری داشته‌اند، (تحقیق خاطر نشان شده می‌گوید: مردان ختنه شده تجارب متنوع‌تری (از لحاظ نوع شامل:رابطهٔ جنسی دهانی دگرجنس‌خواهی فعال، رابطهٔ جنسی دهانی دگرجنس‌خواهی منفعل، رابطهٔ جنسی دهانی هم‌جنس‌خواهی فعال، رابطهٔ جنسی دهانی دگرجنس‌خواهی منفعل، رابطهٔ جنسی مقعدی دگرجنس‌خواهی و خودارضایی) بیشتری شرکت داشته‌اند.)
ولی در کنار آن خاطر نشان می‌کند که حساسیت آلت و همچنین میزان ارضای جنسی برای مردان ختنه شده، کاهش یافته است.
- در سال ۲۰۰۷ آکادمی متخصصان اطفال آمریکا با همکاری انجمن متخصصان زنان و زایمان آمریکا و مرکز کنترل بیماری‌های آمریکا دستورالعمل قبلی خود دربارهٔ ختنه را بروزرسانی کرد و نظر خود را بدین شکل بیان کرد که منافع سلامتی ختنه نوزادان بر ریسکهای آن می‌چربد لذا این منافع دسترس پذیر بودن ختنه را برای خانواده‌هایی که این عمل را انتخاب می‌کنند توجیه پذیر می‌نماید.[۱۴]
- یک پژوهش در سال ۲۰۰۷ توسط سورِلز و همکاران نشان داد که حساسیت آلت جنسی در مردان ختنه شده به میزان قابل‌توجهی کمتر از مردان ختنه نشده است. در این پژوهش با نگاشت (نقشه آلت) آزمون لمس توسط نخ نایلونی این نتیجه به‌دست آمد که حساس‌ترین نقطهٔ آلت برای مردان ختنه شده، محل زخم باقی‌ماندهٔ از عمل ختنه است (برش محل ختنه). همچنین در مردان ختنه نشده، ۵ نقطه در غفله (پوستی که در ختنه برداشته می‌شود) وجود دارد، که از محل برش ختنه در مردان ختنه شده حساس‌تر است و با تماس خفیف‌تری تحریک می‌شود. این ۵ نقطه معمولاً در ختنه برداشته می‌شوند.[۱۵] در مطالعهٔ قدیمی‌تر انجام شده در سال ۱۹۶۶ تفاوتی میان میزان حس غدد در آلت، بین مردان ختنه شده و ختنه نشده، یافت نشده بود.[۱۶]
- یک بررسی در سال ۲۰۰۲ توسط بویل و همکاران. بیانگر این موضوع بود که: «دستگاه جنسی مرد که دست‌نخورده و سالم باشد دارای هزاران گیرندهٔ حسی بسیار حساس و همچنین پایانه‌های عصبی بسیار تحریک‌کننده (ارضاکننده) است که خیلی از آن‌ها در ختنه از دست می‌روند، که باعث کاهش غیرقابل اجتناب احساس و شور جنسی در مردان ختنه شده است. آن‌ها نتیجه گرفتند: «آمیزش جنسی، وقتی مرد ختنه شده است، برای هردو جفت (یار) کمتر ارضاکننده است.»[۱۷]
- یک پژوهش که توسط دانشگاه گنت بلژیک در سال ۲۰۱۲ انجام شده نشان می‌دهد تحریک کننده‌ترین عصب‌های جنسی اندام تناسلی مرد عصب‌های ریگیدبند هستند که تراکم آنها در لایه زیرین پیشپوست می‌باشد که بر اثر ختنه بیشتر آنها برداشته می‌شوند.[۱۸]
- یک پژوهش در سال ۲۰۱۷ توسط بوریس و همکاران نشان داد که با توجه به محل قرارگیری گیرنده‌های جنسی بر روی آلت مردانه ختنه پسران هیچ‌گونه تأثیر سوءی بر روی عملکرد جنسی ندارد[۷]

## عوارض
انجام بدون بی‌حسی ختنه می‌تواند یکی از زجر آورترین خاطرات روزهای کودکی باشد. در این راستا دانشمندان به‌وسیله اندازه‌گیری تعداد ضربان قلب، فشار خون و سطح کورتیزول خون (هورمون استرس بدن) دیده‌اند که نوزادی که بدون بی‌حسی ختنه می‌شود، درد زیادی را تحمل می‌کند و علاوه بر اهمیت خود درد، این خاطره باعث می‌شود که نوزاد نسبت به سایر دردهای دیگر مثل واکسن‌هایی که بعداً به کودک تزریق می‌شود، واکنش شدیدتری نشان دهد.
بر اساس این یافته، انجمن اطفال آمریکا توصیه می‌کند که در حین انجام ختنه حتماً باید نوزاد بی‌حس شود. انواع داروهای بی‌حسی مورد استفاده در حین انجام ختنه عبارتند از: بی‌حسی زیرپوستی آلت تناسلی، بی‌حس کردن عصب پشت آلت تناسلی و استفاده از کرم EMLA روی پوست که ترکیبی از مواد بی‌حس‌کننده موضعی است.
یکی از پیامدهای بحث‌برانگیز ختنه، تنگی یا التهاب مه آ نرینگی است که انسیدانس آن را ۳۱٪- ۸٪ گزارش کرده‌اند و معمولاً در کودکانی پیش می‌آید که پس از ختنه از روش‌های کاهنده التهاب استفاده نکرده‌اند. گسترش این پدیده در کودکان ختنه شده از ختنه نشده بیشتر است. مه‌آ به علت تماس با محیط آمونیاکی (ادرار) و میکروب‌های موضعی دچار صدمه می‌گردد. لیکن این عارضه نسبتاً دیررس است (حداقل چند ماه بعد از عمل مشخص می‌شود) و از پیامدهای آن عفونت ادراری است.

## بیماری‌ها

### بالانیتیس
بیماری است که در ان حشفه دچار عفونت و التهاب می‌شود (Balanitis) معمولاً غفله یا پوست سر آلت دارای مجرای تنگی برای خروج ادرار است که موجب می‌شود ادرار به سختی از ان خارج شود از همین رو باقی ماندن قطرات ادرار و ترشحات در این محل موجب تجمع ماده سفید رنگ و خمیر مانندی به نام اسمگما می‌شود که خود بر احتمال بروز عفونت پوستی این ناحیه اداری می‌افزاید. پیدایش عفونت در غفله و حشفه آمیزش را نیز برای مردان مبتلا دردناک می‌کند. به این دلیل برداشتن غفله مانع از تجمع ترشحات و عفونت شده و از امکان بروز التهاب و عفونت این منطقه می‌کاهد از سوی دیگر ترشحات غددی و ادرار راحت‌تر از نوک آلت پاک می‌شوند و بهداشت جنسی بیشتر رعایت می‌گردد به این دلیل برخی پژوهشگران معتقدند که ختنه کردن موجب ارتقای سطح بهداشت جنسی و در نتیجه پیشگیری از بروز سرطان آلت در مرد و سرطان رحم در زن می‌شود.

### عفونت‌های منتقله از راه جنسی و ایدز
یافته‌های متضادی در مورد تأثیر ختنه شدن بر عفونت‌های منتقله از راه جنسی مطرح شده است؛ و نیاز به انجام مطالعات دقیق تر و به‌کارگیری متدولوژی علمی و به دور از احساس در مطالعات آینده احساس می‌شود. در مطالعات انجام شده مشخص شده که ریسک ابتلاء به سفلیس در مردان ختنه شده کمتر است. همچنین احتمال ابتلاء به عفونت اچ آی وی در مردان ختنه شده نسبت به مردان ختنه نشده کاهش می‌یابد. با این حال با توجه به اینکه عادات رفتاری در ابتلاء به عفونت ادراری فاکتورهای به مراتب قویتری هستند اهمیت ختنه شدن در کاهش بروز این عفونتها چندان قابل توجه نیست.

### فیموزیس
فیموزیس ناتوانی در پس کشیده شدن پیش پوست بر روی سر آلت تناسلی است. در هنگام تولد پیش پوست بر روی آلت تناسلی به علت چسبندگی بین آن‌ها نمی‌تواند حرکت داشته باشد و این نرمال تلقی می‌شود. در طول زمان پیش پوست به‌طور طبیعی از سر آلت جدا می‌شود و این توانایی در اکثر پسران بالای چهار سال وجود دارد. حال به دلایل بیماری یا عدم بهداشت دستگاه تناسلی نوزاد یا شیرخوار، احتمال کمی وجود دارد که پوست غلاف سر آلت باریک و تنگ گردد که آن گاه کودک به سختی و با فشار ادرار می‌کند این حالت را فیموزیس می‌نامند.

### شانکروئید
شانکروئید یا شانکر نرم یک بیماری خاص مناطق گرمسیری می‌باشد. باکتری هموفیلوس دو کره‌ای (Hemophilus Ducreyi) عامل ایجادکننده این بیماری می‌باشد. در حدود ۲۰ تا۶۰ درصد زخم‌های دستگاه تناسلی در مناطق صحرای آفریقا و جنوب شرق آسیا به علت ابتلاء به بیماری شانکروئید ایجاد می‌شود.
شیوع شانکروئید در مردان ختنه شده سه برابر کمتر است.

### سرطان آلت جنسی مردان
سرطان پنیس یک بیماری نادر با درصد شیوعی به میزان ۹–۱۰ مورد در هر یک میلیون مرد است. مشخص شده که ختنه شدن ریسک بروز را بیش از ۳ برابر افزایش می‌دهد با این حال با توجه به شیوع پایین این سرطان بروز آن در یک فرد ختنه شده پایین است.

### سرطان‌های مرتبط با ویروس پاپیلومای انسانی
عامل ایجاد این سرطان ویروس پاپیلوم انسانی ۱۶ و ۱۸ است. برخی محققان کاهش بروز عفونت و متعاقب آن سرطان سرویکس در زنان شریک جنسی مردان ختنه شده را مطرح کرده‌اند. با این حال با توجه به سبب‌شناسی این سرطان که شروع فعالیت جنسی در سنین پایین و داشتن شرکای جنسی متعدد است هیچ ارتباط مستقیم میان ختنه شدن مرد و کاهش یافتن ریسک این سرطان در شریک جنسی‌اش تاکنون یافت نشده است. مطالعه دیگری در آمریکا نیز نشان داد شیوع این ویروس و به خصوص انواع پر خطر آن در مردان ختنه شده بیشتر از مردانی است که ختنه نشده‌اند.

### عفونت‌های مجاری ادراری
سن شیوع عفونتهای ادراری در مردان زیر یک‌سالگی می‌باشد بنابراین بیشتر مطالعات انجام شده بر این گروه سنی تمرکز کرده‌اند. در مطالعاتی که در مورد این مسئله انجام شده به خوبی نشان داده شده که ریسک عفونتهای ادراری در پسران ختنه کرده به مقداری در حدود ۳ تا ۷ برابر کمتر از میزان شیوع این عفونتهای در پسران ختنه نکرده است. اینطور بیان شده که در میان هر هزار نوزاد ختنه نشده ۷–۱۴ مورد عفونت ادراری طی سال اول زندگی به وقوع می‌پیوندد که این میزان در صورت ختنه شدن به ۱–۲ می‌رسد.
یک فراپژوهش از ۱۲پژوهش که نتایج بررسی ۴۰۲٫۹۰۸ کودک را دربرمی‌گرفت مشخص کرد که ختنه با میزان قابل توجهی از عفونت مجاری ادراری (UTI) در کودکان هم‌بستگی دارد. به هرحال نویسندگان این فراپژوهش اذعان کرده‌اند که تنها ۱٪ از کودکان با کارایی معمولی مجاری ادراری مبتلا به این عفونت می‌شوند تعداد کودکانی که نیاز به درمان داشتند (تعدادی که لازم بود ختنه شوند)، ۱۱۱ نفر محاسبه شد. چون خون‌ریزی شدید و عفونت از معمول‌ترین عوارض ختنه هستند، و در حدود ۲٪ موارد رخ می‌دهند، نتیجه گرفتند که فایده داشتن کلینیکی ختنه تنها در پسرانی محتمل است که خطر عفونت مجرای ادراری در آن‌ها زیاد باشد (مثل پسرانی که بازگشت ادرار با درجهٔ بالا یا سابقهٔ عفونت مجرای ادراری بازگشت‌کننده داشته باشند)، که تعدادی که نیاز به درمان داشتند به ۴ تا ۱۱ نفر کاهش پیدا کرد.

## گسترش جهانی

گسترش جهانی ختنه

در حال حاضر کم‌تر از یک سوم مردان دنیا بنا به دلایل سنتی و بهداشتی و فرمان‌های مذهبی ختنه می‌کنند. در برخی ایالات آمریکا ختنه نوزادان به صورت امری سنتی درآمده است. ختنه شایعترین عمل جراحی است که روی نوزادان پسر انجام می‌شود. در آمریکا سالانه ۱/۵ میلیون ختنه با هزینه‌ای بیش بر ۱۵۰ میلیون دلار انجام می‌شود. انجام دادن ختنه در آمریکای جنوبی و مرکزی، آسیا و بیشتر اروپا گسترهٔ بسیار پایینی دارد. در کانادا کمتر از ۴۸ درصد مردان ختنه کرده‌اند. گروه‌های مذهبی همچون یهودیان و مسلمانان انجام ختنه را توصیه می‌کنند. در آمریکا آمار درستی در دست نیست؛ ولی در بسیاری از جاها کمتر از ۴۵ درصد مردان ختنه شده‌اند که این اندازه در میان سفید پوستان بالاتر بوده و در میان گروه‌هایی همچون سیاهان و اسپانیایی تباران پایینتر است.

### مقایسهٔ رواج ختنه در آمریکا با اروپا
آمار ختنه در اروپا با آمریکا تفاوت چشمگیری دارد. یک چهارم از کودکان متولد در آمریکا ختنه می‌شوند، اما در انگلستان، این آمار کمتر از ۹ درصد است. کمی بیش از نیمی از کودکان متولد در آمریکا ختنه می‌شوند. این آمار رو به کاهش است و هر سال ۱٪ کاهش می‌یابد. یک افت مهم در آمار، پس از انتشار بیانیهٔ رسمی آکادمی طب کودک آمریکا در سال ۱۹۹۹ بود. در راهنمای رسمی گروه پرنفوذ آکادمی پزشکی اطفال آمریکا آمد که دلایل پزشکی برای ختنه (کاهش خطر عفونت مجاری ادرار و سرطان آلت تناسلی) آنقدر قوی نیست ختنه نوزادان پسر به صورت روتین توصیه شود یا برعکس از آن پرهیز شود. براساس آن راهنما، تصمیم در این مورد با پدر و مادرها است. اما در گزارش جدیدتر آنها، نظر آکادمی طب کودکان عوض شد و بعد از آن این بیانیه دو بار بروز شده و تغییر کرده است. ختنه در آمریکا بیشتر یک «تصمیم فرهنگی» است تا پزشکی. پزشک وانگ می‌گوید بیشتر پدر و مادرها با اعتقادات راسخ می‌آیند و آنچه پزشک می‌گوید کمتر تأثیر می‌گذارد. او می‌گوید یکی از متداولترین دلایل برای عمل این است که پدر می‌خواهد فرزندش مثل او باشد یا نگران است که فرزند در صورتی که ختنه نشود مورد تمسخر قرار گیرد.
رواج ختنه در برخی ایالات آمریکا حدوداً از ابتدای قرن ۲۰ شروع شد و در دههٔ پنجاه میلادی به اوج خود یعنی به ۹۰ درصد رسید. از ترغیب کنندگان می‌توان به آبراهام ولبارست، جان هاروی کلوگ (که موافق خودداری جنسی به‌طورکلی و مخالف استمناء بود) و هیرام یلن، ادگار شوئن و بنجامین اسپاک اشاره کرد. استدلال بنجامین اسپاک در کتابش ابتدا این بود که تفاوت کودکان با سایر کودکان در یک محله ممکن است منجر به دشواری اجتماعی برای آن‌ها شود. اما نظر وی بعدها در دههٔ هشتاد برگشت. ال ای هولت (Holt) نویسندهٔ کتاب‌های مرجع دانشگاهی در دهه ۳۰ موافق ختنهٔ مردان و زنان بود. در آمریکا، ختنه زنان تا زمان ۱۹۹۶ غیرقانونی نبود. توماس ویزول هم در این مورد مقالاتی منتشر کرد که به آن‌ها انتقاد جدی وارد شده. برخی می‌گویند زمینهٔ مذهبی اکثر موافقان ختنه ممکن است منجر به بایاس آن‌ها در تحقیقاتشان شده باشد (به توجه به اینکه اکثر موافقیان نام برده شده در آمریکا یهودی هستند).
از مخالفان ختنه می‌توان به هربرت اسنو (پزشک انگلیسی) در دههٔ آخر قرن نوزده اشاره کرد. داگلاس گایردنر Douglas_Gairdner نویسندهٔ مقاله‌ای در سال ۱۹۴۹ در این مورد نوشت که این مقاله باعث کاهش رواج ختنه در انگلستان شد.
ختنه امروزه در استرالیا و کانادا توصیه نمی‌شود. در این کشورها ختنه توسط بیمه پشتیبانی نمی‌شود اما در آمریکا ختنه توسط بیمه پوشش داده می‌شود. در استرالیا ۵۸ درصد مردان ختنه شده‌اند اما در سنین زیر سی حدود ۳۰ درصد است و روند آن رو به کاهش است. در اروپا به‌طور کلی ختنه بیشتر محدود به افراد یهودی و مسلمان است.
در سال ۲۰۰۲ سازمان بهداشت جهانی استراتژی ختنه به عنوان یک استراتژی برای پیشگیری از ایدز در آفریقا را رد کرد و به جای آن روش‌های دیگر که بیشتر در مورد پیشگیری ایدز قابل اتکا هستند را توصیه کرد.

## بهترین زمان ختنه
اگر ختنه بعد از تولد یا در ماه‌های اول تولد انجام گیرد، یکمن احتیاج به بیهوشی عمومی کودک نیست و با بی‌حسی موضعی انجام می‌گیرد. دومن هزینه زیادی برای خانواده نخواهد داشت. مخصوصاً اگر بهداشت و نظافت بعد از عمل رعایت شود، محل ختنه زودتر التیام می‌یابد. هر چند که توصیه می‌شود حداقل تا سن یک ماهگی برای اطمینان از پایدار بودن شرایط نوزاد صبر کرد. اگر ختنه در ماه‌های اول تولد انجام نشود، در این صورت علاوه بر اینکه کودک را باید بیهوش کرد و ختنه نمود، هزینه‌ای بر خانواده تحمیل می‌گردد و اثر بد روانی آن نیز بر کودک بیشتر مشاهده می‌شود. چون او در سنین کودکی (به ویژه ۲ تا ۳ سالگی) نسبت به حفظ آلت تناسلی خود حساسیت دارد و چه بسا ختنه را تنبیه پدر و مادر در حق خود می‌پندارد و این تصور کودک را آزرده می‌کند.
برخی ادعا کرده‌اند که در سن بسیار پایین (کمتر از دو هفته) خاطرهٔ درد در کودک باقی نمی‌ماند. اما این ادعا توسط دیگران رد شده است. برخلاف طناب ناف، که به دلیل فقدان عصب درد، بریدن ان بی درد است، در محل ختنه اعصاب بسیاری در بدو تولد برای حس درد و غیره وجود دارد. با این حال اثر رنج و ترومای حاصل از ختنه و زخم حاصل از آن، هنوز گاهی انکار می‌شود. توصیه اکید می‌شود که ختنه با بی‌حسی انجام شود. نوزاد در ماه‌های اولیه هم درد را به‌طور کامل تجربه می‌کند. اثرات درد شدید بر روان کودک می‌تواند ماندگار باشد. اما از آنجا که در ظاهر که حافظهٔ خوداگاه از تجربیات ماه‌های اولیه باقی نمی‌ماند، بررسی و اندازه‌گیری اثرات روانی تجربهٔ این درد دشوار و شاید غیرممکن است؛ بنابراین هنوز اجماعی در این زمینه وجود ندارد.
دورهٔ نقاهت ختنه معمولاً یک هفته یا بیشتر طول می‌کشد و کودک در ان مدت نیز درد را تجربه می‌کند.
مشکلی که ممکن است ختنه کردن در ماه‌های اول تولد به وجود آورد عبارت است از زخم شدن نوک سوراخ آلت که باید از پیدایش آن جلوگیری کرد. زخم شدن نوک سوراخ آلت نتیجه قنداق کردن نامناسب کودک است که موجب می‌شود آمونیاک تولید شده از ادرار کودک با مجرای ادرار در تماس نزدیک باشد.

## جنبه‌های بهداشتی
تحلیل‌های هزینه-فایدهٔ ختنه تغییر کرده‌اند. بعضی در مجموع فایدهٔ آن را بیشتر دیده‌اند.
و بعضی هم ضایعات و عوارض آن را بیشتر یافته‌اند،
و یکی هم نتیجه را این‌گونه یافته است که فواید و خطرات آن برابرند و پیشنهاد داده است که می‌توان برای ختنه کردن بر مبنای فاکتورهای غیر پزشکی و بهداشتی تصمیم گرفت.
در آخرین بررسی که در سال ۲۰۱۲ توسط آکادمی پزشکان کودکان آمریکا منتشر شد، فوائد ختنه برابر با زیان‌های ناشی از عمل جراحی (و نه سایر زیان‌های روانی، یا مربوط به عملکرد جنسی) تشخیص داده شد. در عین حال این آکادمی انتخاب نهایی را بر عهده پدر و مادر گذاشت.
بیشترین ایرادی که به ختنه کردن وارد می‌کنند، تأثیرات منفی آن از لحاظ روانی بر کودک و نوجوان می‌باشد. زیانهایی که در آینده حتی ممکن است قابل جبران نباشد از جمله زود انزالی، مشکلات نعوظ و سردی جنسی.
سایت اینترنتی سازمان خدمات درمانی بریتانیا مزایای ختنه را کاهش احتمال عفونت مجاری ادرار و مثانه، کاهش خطر ابتلا به بیماریهای آمیزشی - از جمله ویروس عامل بیماری ایدز - و همچنین کاهش احتمال بروز سرطان آلت تناسلی برشمرده است اما از توصیه ختنه خودداری کرده است.

## موارد منع ختنه
- اگر تنه آلت نوزاد در سطح پوست عانه قرار گرفته و درحقیقت آلت نوزاد در چربی عانه فرورفته باشد.
- اگر آلت نوزاد بسیار کوچک باشد، یعنی کمتر از ۲٫۵ سانتیمتر طول داشته باشد (آلت نوزاد سالم بین ۲٫۸ تا ۴ سانتیمتر می‌باشد).
- اگر پیشابراه به جای نوک آلت در زیر سر یا تنه آلت قرار گرفته باشد (هایپواسپادیازیس:یک ناهنجاری مادرزادی آلت) و پوست ختنه کامل تشکیل نشده باشد (در اصطلاح عامیانه: نوزاد ختنه شده به دنیا آمده است). این وضع یک نوع نابهنجاری است و نوزاد به جای ادرار کردن به جلو به زیر ادرار می‌کند، در چنین موارد کودک را نباید ختنه کرد بلکه باید در ۱۸ ماهگی با عمل جراحی خاص آلت او را ترمیم نمود.
- اگر نوزاد مبتلا به بیماری‌های خون‌ریزی دهنده مثل هموفیلی باشد[۴۹]

## دین

### یهودیت

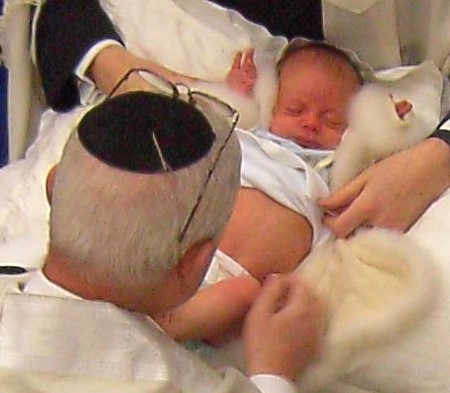
یک مراسم ختنه سنتی یهودی

ختنه شدن در یهودیت بسیار مهم است. در هنگامی که خداوند در تورات با ابراهیم در کتاب پیدایش فصل ۱۷ عهد می‌بندد به او می‌گوید که او و تمامی مردان در خانه او باید ختنه شوند. این ختنه شدن نشاندهنده عهد خداوند با ابراهیم و پیمان بین او و خداست. اهمیت ختنه در تورات به حدی است که خداوند به ابراهیم دستور می‌دهد افراد ختنه نشده را از بین خود طرد کند. غیریهودیان باید قبل از اینکه در عید پسح شرکت کنند ختنه شوند. ختنه نشدگان در تورات به عنوان افرادی که از نظر شرعی پاکیزه نیستند شناخته می‌شوند. ختنه شدن در چند جای تورات به صورت معنوی نیز به کار رفته است و در مورد ختنه شدن قلب و گوش صحبت شده است.
از این رو تمامی فرزندان مذکر یهودی بر اساس دستور خداوند در روز هشتم ختنه می‌شوند. این عمل توسط فردی به نام موهل انجام می‌شود و مراسم آن بریت میلاه نام دارد. بر اساس شرع یهودی غیریهودیان نیاز به ختنه شدن ندارند و تنها لازم است از قوانین هفت‌گانه نوح پیروی کنند.

### مسیحیت

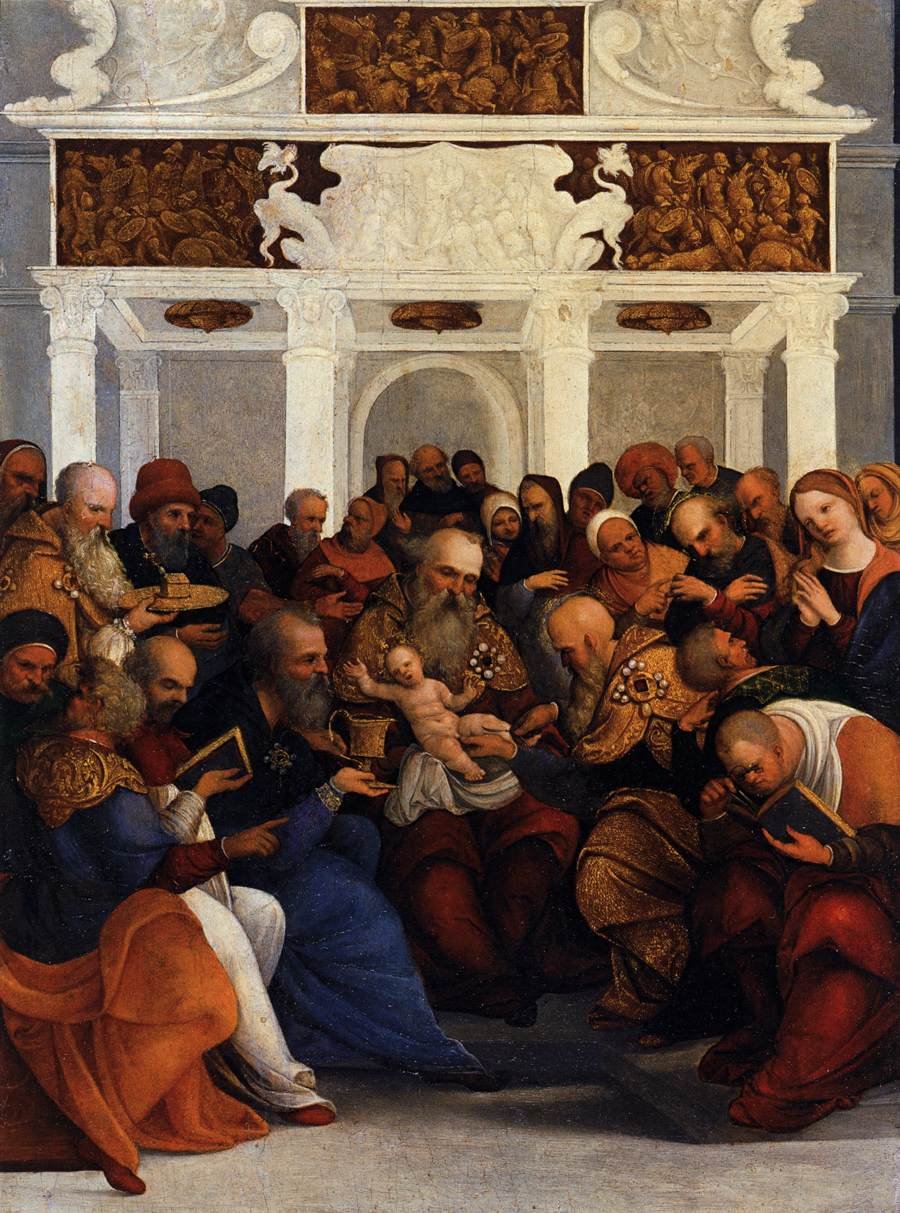
ختنه عیسی اثر لودوویکو مازولینو

امروزه بیشتر مسیحیان نسبت به ختنه شدن بی‌تفاوت هستند و نه آن را توصیه کرده و نه ممنوع می‌کنند. در ابتدای مسیحیت بحث زیادی در مورد ختنه شدن وجود داشت. این بحث به این دلیل بودن که عیسی و حواریون او همه یهودی زاده بوده و ختنه شده بودند؛ ولیکن بعد از عیسی به تدریج دین او در بین غیر یهودیان (جنتیلها) گسترش یافت و سؤال این بود که آیا این غیریهودیان احتیاج به تبعیت از قوانین یهودی دارند تا مسیحی شوند یا خیر. در شورای اورشلیم در سال ۵۰ میلادی تصمیم گرفته شد که غیریهودیان نیازمند ختنه شدن و تبعیت از قوانین یهودی نیستند. شرح این ماجرا در کتاب اعمال رسولان آمده است. پولس که حواری جنتیلها نامیده می‌شود نقش مهمی در این تصمیم داشت. بعضی اعتقاد دارند تصمیم شورای اورشلیم بر اساس قوانین هفت‌گانه نوح بوده است.

### در اسلام
در قرآن به ختنه تصریح مستقیم نشده اما به صورت غیرمستقیم به عنوان پیروی از سنت ابراهیم ذکر شده است و بعداً در احادیث به آن تصریح شده است. شیعیان، شافعیان و حنبلیان ختنه مردان را واجب می‌دانند. درمقابل، حنفیان و مالکیان، که اکثریت مسلمانان را تشکیل می‌دهند، ختنه مردان را واجب نمی‌دانند و ختنه را مستحب می‌دانند؛ و کارهایی چون امامت جماعت را برای شخص ختنه‌نشده درست و شهادت دادن او را پذیرفتنی دانسته‌اند. در اسلام معمولاً ختنه شدن در سنین بالاتری نسبت به یهودیت که در آن ختنه شدن در روز هشتم انجام می‌شود صورت می‌گیرد. در ایران معمولاً ختنه در هفته‌های نخست پس از تولد صورت می‌گیرد و تا زمان بلوغ تمامی مردان مسلمان باید ختنه شوند.
در فقه شیعه ختنه پسران واجب ذکر شده است و انجام آن شرط صحت طواف حج یا عمره می‌باشد

## مقایسه ختنه در یهودیت و اسلام
مبنای این مقایسه اعتقادات یهودیان دربارهٔ ختنه ذکور و معتقدات مسلمانان در این باره است.
- براساس دین یهود ختنه نوزادان پسر یک فرمان الهی است که در کتاب مقدس (کتاب پیدایش فصل ۱۷) تصریح شده است. براساس این بخش از کتاب مقدس خداوند به ابراهیم امر کرد خود و فرزندان ذکور او در همه اعصار ختنه شوند… ختنه برای همه پسرانی که در خانه یهودی متولد می‌شوند، فرزندان پسر بردگان آن‌ها و همچنین هر پسری که توسط آن‌ها خریداری شود الزامی است. خداوند بنا به روایت یهودیان در کتاب مقدس می‌فرماید: هرکس که ختنه نشود عهد مرا شکسته است و از مردم خود جدا شده است (منظور، احتمالاً، ضرورت طرد وی از جامعه یهودی است). در مقایسه قران کتاب مقدس مسلمانان هیچ اشاره‌ای به ختنه یا وجوب آن ننموده است. ختنه پسران سنت پیامبر اسلام محسوب می‌شود و احادیثی در تأیید آن وجود دارد. بر این اساس برخی علمای مسلمان آن را واجب و برخی دیگر آن را در حد یک توصیه می‌دانند.[۵۷]
- همه نوزادان پسر، براساس آئین یهود، در روز هشتم تولد باید ختنه شوند. در اسلام زمان خاصی برای ختنه ذکر نشده است. اما ظاهراً ترجیح با ختنه در سنین کودکی است.[۵۷]
- براساس آئین یهودیت هر مردی که به دین یهود درآید باید ختنه شود.[۵۸]
- یهودیان ارتدکس معتقدند اگر مذکر یهودی از دنیا برود و ختنه نشده باشد. ابتدا باید جنازه وی ختنه شده و سپس به خاک سپرده شود.[۵۹]
- روحانیون یهودی انواع جدید ختنه را که با کمک داروی بیهوشی و به‌دست پزشک متخصص انجام می‌شود جایز نمی‌دانند و معتقدند ختنه باید به روش سنتی و به‌دست موهل‌ها که در جوامع یهودی اینکار به آنان سپرده شده انجام شود. دولت سوئد در سال ۲۰۰۱ ختنه را تنها هنگامی‌که تحت نظارت یک پزشک و با استفاده از داروی بیهوشی انجام شود مجاز دانست. کنگره جهانی یهود به این تصمیم دولت سوئد اعتراض کرد و آن را اولین محدودیت حقوقی برای انجام فرائض مذهبی یهودیان در اروپا از زمان نازی‌ها دانست.[۶۰]
- در سال ۲۰۱۲، هنگامی که دادگاهی در شهر کلن مدعی شده بود که ختنه کودکان به آنان آسیب می‌زند، دولت آلمان اعلام کرد که مسلمانان و یهودیان ساکن آلمان باید همچنان از حق ختنه فرزندان پسر خود برخوردار باشند. استفن سیبرت، سخنگوی آنگلا مرکل، صدر اعظم آلمان، در بیانیه‌ای بیان داشته است که برای دولت آلمان مهم است یهودیان و مسلمانان بتوانند با آیین‌های مذهبی خود در آن کشور زندگی کنند و حفظ آزادی‌های مذهبی یک اصل حقوقی معتبر و غیرقابل انکار است.[۶۱]

## ختنه زنان و معایب
به عمل بریدن آلت تناسلی زنان (ناقص‌سازی جنسی زنان)، با هدف کنترل بر جسم و جنسیت، محروم ساختن وی از لذایذ جنسی، کاستن از میل جنسی و حفظ عفاف ختنه زنان (Female Circumcision) می‌گویند؛ که در بسیاری از کشورها غیرقانونی است و سازمان‌های بین‌المللی آن را برای سلامتی زیان‌آور و نقض حقوق زنان می‌دانند.

نماد مبارزه با ختنه زنان

### در ایران
- بر پایه‌گزارشی از سایت جهان نیوز به نقل از رئیس انجمن علمی مددکاران اجتماعی ایران: عمل ختنه در بعضی از روستاهای ایران نیز دیده می‌شود به این جهت است که تحریک‌پذیری دختران در برابر مسائل جنسی کاهش می‌یابد. به گفته رئیس انجمن علمی مددکاران اجتماعی ایران، ختنه دختران در ایران بسیار کم است و شاید بتوان گفت این عمل تنها در چند روستا با جمعیت زیر دو هزار نفر دیده می‌شود. وی همچنین به خبرنگار جهان نیوز گفت: بیشترین نقاطی که این کار در آن‌ها انجام می‌شود کشورهای آفریقایی هستند. کشورهای همسایه هم تا حدی این عمل را انجام می‌دادند اما مرکز آن در کشورهای آفریقایی بوده است.
- پژوهشی توسط پریسا رضازاده جلالی (۱۳۸۶) با عنوان بررسی زمینه‌های فرهنگی خشونت علیه زنان با تأکید بر ختنه دختران در بندر کنگ صورت گرفته است. در این پژوهش جامعه آماری جمعیت ۱۰ هزار نفری زنان بندر کنگ بودند که به روش نمونه‌گیری تصادفی ساده انتخاب شدند و تعداد ۲۰۰ نفر از زنان بومی بندر کنگ را تشکیل دادند که به مرکز درمانی شهید قادری این بندر مراجعه کرده‌اند. این پژوهش نشان داد که ۷۰ درصد دختران بندر کنگ ختنه می‌شوند. بیشتر زنان پاسخ دهنده بین سنین ۲۵–۳۵ سال بودند (۴۰ درصد). ۶۲ درصد از زنان نیز اهل تسنن بودند.
- پژوهش دیگری هم در شهرستانی از کردستان ایران توسط طاهره پاشایی و همکاران انجام شده است. این مطالعه به روش توصیفی تحلیلی و از نوع مقطعی است. جامعه مورد مطالعه را زنان مراجعه‌کننده به مراکز بهداشتی درمانی شهرستان روانسر تشکیل می‌دهد. به منظور تعیین حجم نمونه در ابتدا برآوردی از تعداد موارد ختنه انجام شد و به این منظور یک مطالعه اولیه توسط کارشناس مامایی یکی از مراکز صورت گرفت. از ۵۰ نفر زن مصاحبه شده ۱۴ نفر عمل ختنه داشته‌اند.[۶۴]

### قوانین مرتبط
ماده ۲۶۹ قانون مجازات اسلامی مصوب سال ۱۳۷۰ کمیسیون امور قضایی و حقوقی مجلس شورای اسلامی مقرر می‌دارد: قطع عضو یا جرح آن اگر عمدی باشد موجب قصاص است و حسب مورد مجنی‌علیه کسی که جرم بر او واقع شده می‌تواند با اذن ولی امر جانی را با شرایطی که ذکر خواهد شد قصاص نماید.

## بازسازی غلفه
بازسازی غلفه در افرادی که ختنه شده‌اند تا حدودی میسر است که معمولاً با اعمال کشش روی سطح پوست آلت مردی انجام می‌شود.

## ناقص‌سازی مردان و زنان
بسیاری از فعالان اجتماعی در جهان، تلاش می‌کنند از واژهٔ «ناقص‌سازی» به جای ختنه استفاده کنند. آنها با تأکید بر عدم ثابت شدن فواید ختنه، این مسئله را مطرح می‌کنند که جُدا کردن بخشی از بدن یک فرد بدون رضایت او (در سن زیر ۱۸ سال) به جز موارد اضطرار و پزشکی باید جرم‌انگاری شود. بسیاری از کودکان مهاجرین مسلمان و یهودی، از ختنه شدن خود ناراضی بوده و حتی موارد افسردگی و خودکشی گزارش شده است.